# صلیب شکسته صورتی
صلیب شکسته صورتی: همجنس‌گرایی در حزب نازی کتابی است که در سال ۱۹۹۵ توسط اسکات لایولی و کوین آبرامز نوشته شده‌است. این کتاب با انتقاد گسترده تاریخ نگاران مواجه شده‌است.

## خلاصه
بنابر نظر نویسندگان این کتاب پیدایش همجنس‌گرایی در حزب نازی آلمان موجب تشدید گرایش نظامی این حزب شد. عنوان این کتاب و مضامین آن به کتاب «مثلث صورتی: جنگ نازی‌ها علیه همجنس‌گرایی» نوشته ریچارد پلنت ارجاع می‌دهد. پلنت در کتاب خود جزئیات همجنس هراسی و قربانیان همجنس‌گرای حزب نازی را مورد بررسی قرار می‌دهد. لایولی و آبرامز همچنین به بررسی نازیسم در آمریکا می‌پردازند. در این کتاب آمده‌است که بسیاری از سران حزب نازی، از جمله خود آدولف هیتلر، همجنس‌گرا بودند و هشت نفر از ده قاتل زنجیره‌ای معروف آمریکا همجنس‌گرا بوده‌اند، و مجازات همجنس گرایان توسط نازی‌ها فقط محدود به زنان همجنس‌گرا بوده‌است.

## واکنش‌ها
اریک ینسن برقراری ارتباط بین نازیسم و همجنس‌گرایی را به توهم توطئه‌ای که کمونیستها و سوسیالیست‌ها در مورد نازی‌ها در دهه ۳۰ میلادی به وجود آورده بودند مرتبط می‌داند. ینسن عنوان می‌کند که وجود چنین رابطه‌ای توسط تاریخ نگاران مردود اعلام شده‌است. کریستین مولر عنوان می‌کند که شواهد تاریخی مدعای این کتاب را تأیید نمی‌کند. باب موزر اظهار کرده‌است که این کتاب توسط گروه‌های همجنس هراس حمایت شده‌است و مفروضات این کتاب بنابر نظر تاریخ نگاران غلط است. جاناتان زیمرمن، تاریخ‌نگار دانشگاه نیویورک، این مدعا که همجنس گرایان حزب نازی را در آلمان به قدرت رساندند را دروغ می‌داند. زیمرمن می‌نویسد "بین سال‌های ۱۹۳۳ و ۱۹۴۵ نازی‌ها تقریباً ۱۰۰۰۰۰ مرد همجنس گرا را دستگیر کردند. بین ۵۰۰۰ تا ۱۵۰۰۰ همجنس گرا مجبور به کار در اردوگاه‌های کار اجباری شدند که می‌بایست مثلث‌های صورتی به گردن می‌آویختند تا جرم همجنس گرا بودنشان مشهود باشد. بسیاری از همجنس گرایان برای آزادی از این اردوگاه‌ها به اجبار عقیم شدند، برخی دیگر قطع عضو شدند یا در آزمایش‌های انسانی پزشکان نازی کشته شدند. پزشک‌های نازی اصرار داشتند که همجنس گرایی یک بیماری است که می‌تواند درمان شود. علاوه بر این‌ها هیتلر در سال ۱۹۴۱ قانونی را به تصویب رساند که طبق آن افراد عضو اس اس و پلیس که اعمال همجنس گرایانه انجام می‌دادند اعدام می‌شدند.